# Alegría Bendayán de Bendelac
Alegría Bendayán de Bendelac (sinh năm 1928) là một nhà triết học, giáo sư, nhà văn và nhà thơ người Do Thái ở Venezuela. Trong sự nghiệp của mình, bà đã dành riêng cho việc nghiên cứu văn hóa sephardic, đặc biệt là ngôn ngữ Judeo-Tây Ban Nha của miền bắc Morocco. Bà đã từng là giáo sư tiếng Pháp tại Đại học Pennsylvania và đã xuất bản một số tác phẩm về truyền thống sephardic.

## Tiểu sử
Alegría Bendayán de Bendelac là người thứ tư trong số năm anh chị em, con gái của người nhập cư Maroc từ Tétouan đến Villa de Cura, bang Aragua. Cha mẹ của bà là Abraham Bendayan và Rachel Cohen của Bendayan. Chẳng mấy chốc, bố mẹ họ định cư ở Caracas. bà kết hôn với Rafael Bendelac vào ngày 24 tháng 6 năm 1953. Hai người có hai bà con gái, Mercedes và Lisita.
Năm 1963, bà di cư đến New York, nơi bà làm giáo viên dạy tiếng Pháp ở nhiều trường khác nhau. Sau đó, bà tốt nghiệp tiếng Pháp tại Đại học Columbia và sau đó lấy bằng Tiến sĩ Văn học Pháp tại cùng một trường đại học. Sau khi tốt nghiệp, bà bắt đầu giảng dạy tại Đại học Fordham và sau đó gia nhập Đại học bang Pennsylvania. Trong số các tác phẩm của bà có từ điển và điều tra lịch sử về ngôn ngữ và truyền thống Sephardic, bà cũng đã dành riêng để viết thơ.

## Công trình
- Diccionario del Judeoespañol de Los Sefardíes del Norte de Marruecos (1995) [5]
- Vocal Jaquetiescas (1990) [5]
- Los Nuestros. Sejiná, Letuario, Jaquetía y Fraja. Un Recato de los sefardíes del Norte de Marruecos a través de sus recuerdos y su lengua (1860-1984) (1987) [6][7]
- Cấu trúc du rêve et de la realité dans Sylvie (1975) [8]
- Các đám cưới Sephardic điển hình ở Tangier, Morocco (c.1930-c.1950) (1986)
- Tourmaline II (1973) [8]
- Mosaique: Une enfance juive a Tanger (1930-1945) (1992) [8]